# San Pedro Nolasco
Pour les articles homonymes, voir San Pedro.
San Pedro Nolasco est une île mexicaine située dans le golfe de Californie au large des côtes de l'État de Sonora.

## Toponymie
L'île tient son nom de S. Pierre Nolasque (en espagnol Pedro Nolasco), prêtre et moine languedocien qui fonda au XIIIe siècle, à Barcelone, l'Ordre des Mercédaires.

## Géographie
L'île est située au sud en plein milieu du golfe de Californie et se trouve à 15 km des côtes continentales du Mexique. Elle fait environ 4,2 km de longueur et 1,2 km de largeur maximales pour 3,5 km2 de superficie totale.
San Pedro Nolasco se trouve à 40 km de Guaymas, la plus proche ville. L'île totalement aride est inhabitée.

## Histoire
En 2005, l'île a été classée avec 244 autres au Patrimoine mondial de l'humanité par l'UNESCO comme Îles et aires protégées du Golfe de Californie.
La isla bonita , célèbre chanson de Madonna écrite par Patrick Leonard et Bruce Gaitsch (en) rend hommage à cette île.